# Musée d'Histoire de la Grande Guerre nationale de Biélorussie
Le musée d'Histoire de la Grande Guerre nationale de Biélorussie (en biélorusse : Беларускі дзяржаўны музей гісторыі Вялікай Айчыннай вайны et en russe : Белорусский государственный музей истории Великой Отечественной войны) est un musée de Minsk, capitale de la Biélorussie. C'est un des plus grands musées de guerre au monde ; il regroupe une importante collection d'objets, uniformes, armes, photos, textes... datant de la Seconde Guerre mondiale. Ces témoignages évoquent la lutte de l'Armée rouge et des Biélorusses contre les Nazis et rappelle au visiteur que la Biélorussie fut un des lieux les plus sinistrés par la guerre.

## Histoire

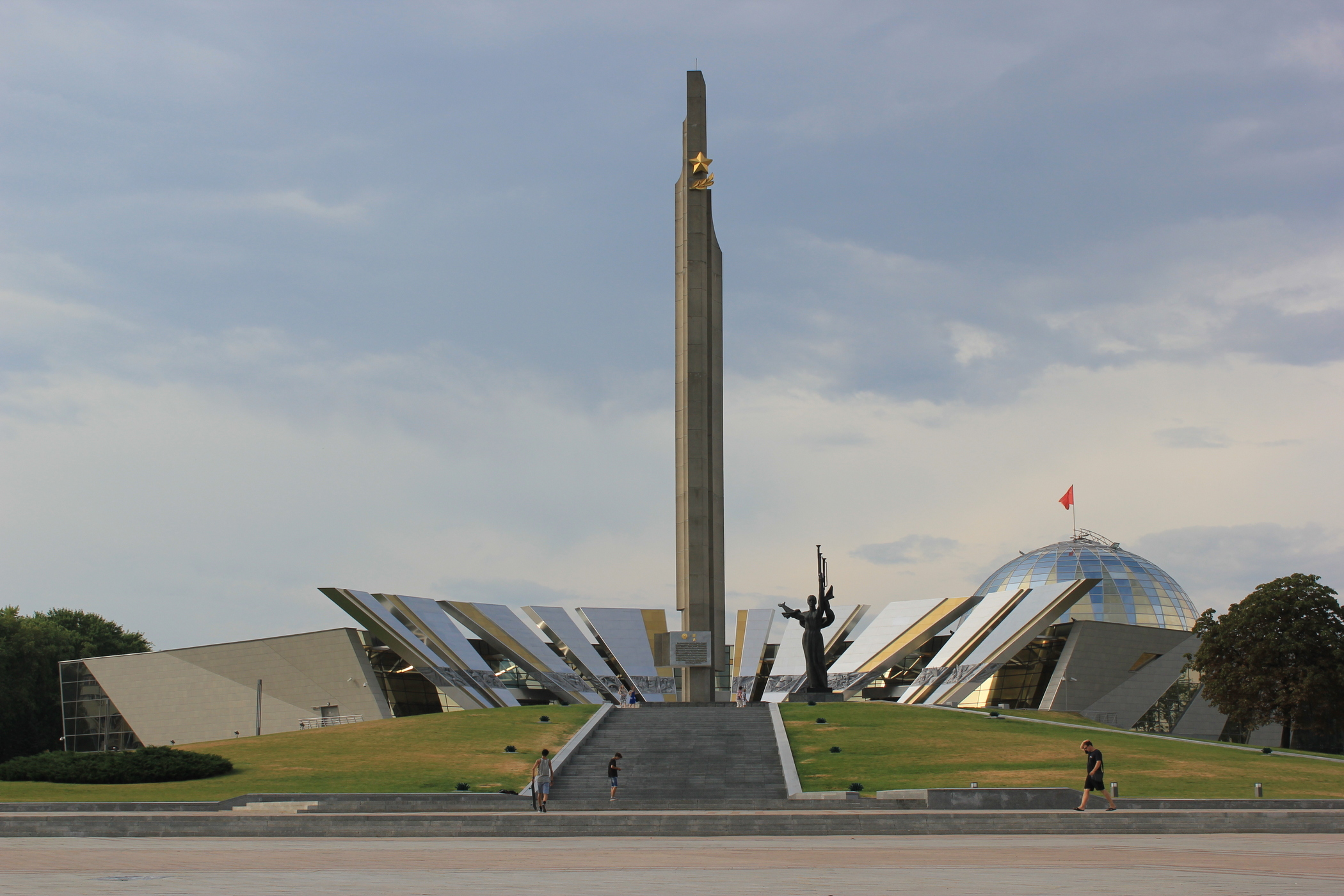
Le musée après son déménagement en 2014.

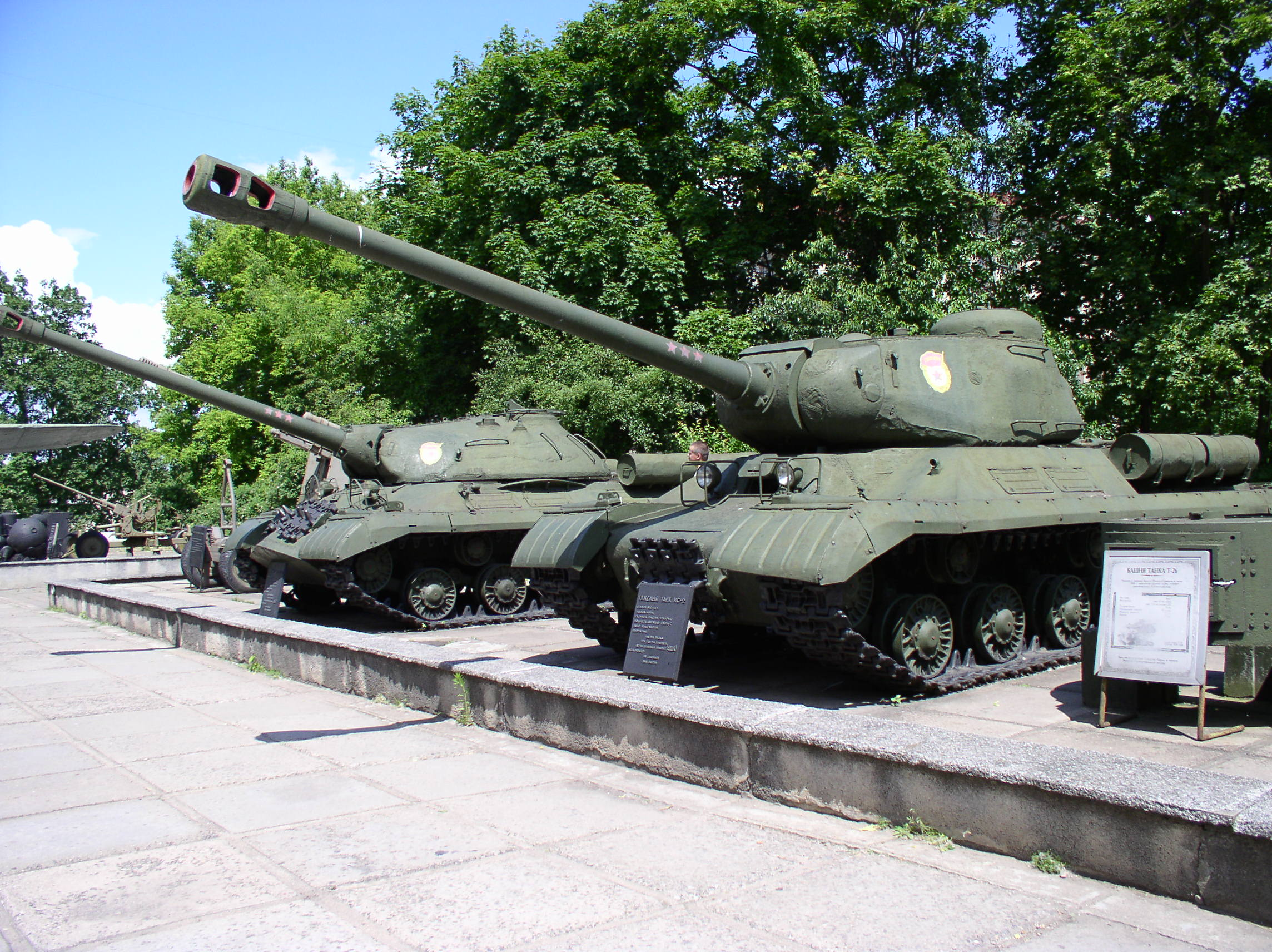
Chars soviétiques exposés à côté de l'ancien musée, situé avenue de l'Indépendance.

Le Comité central du Parti communiste de Biélorussie décida dès 1942 la création d'une commission chargée de collecter des témoignages de l'héroïsme biélorusse face aux Nazis. Rapidement, une riche collection se constitue, composée d'armes artisanales, de magazines résistants, de photos, de trophées ou encore d'effets personnels de soldats. Le comité trouve également des œuvres d'art généralement faites par des artistes enrôlés, qui retranscrivirent l'horreur de la guerre pendant leur temps libre.
Ces objets sont exposés pour la première fois à Moscou en novembre 1942 puis ils sont envoyés à Minsk à la fin de la guerre, alors que la ville n'est plus qu'un champ de ruines. Cette collection est alors la seule d'URSS consacrée à la Seconde Guerre mondiale.
En 1966, les collections rejoignent le musée définitif, situé au cœur de Minsk, sur l'avenue de l'Indépendance.
En 2014, le musée déménage dans un nouveau bâtiment situé sur l'avenue des Vainqueurs.

## Nouveau bâtiment
Le nouveau bâtiment et son obélisque « Minsk — ville-héros » est un ensemble architectural unique. La façade principale du musée représente les faisceaux symboliques du feu d'artifice de la Victoire. Sur chaque faisceau sont gravés des reliefs représentant des épisodes de la guerre.
Architecturalement, le musée est constitué de quatre sous-parties, une pour chaque année qu'a duré la guerre. Elles sont unies entre elles par la galerie « La route de la guerre».
Le musée comporte dix salles d'exposition en plus de la salle de la victoire, située sous la coupole de verre.
La superficie totale est de 15 000 m2, tandis que l'aire d'exposition est de 3 600 m2.
Le fonds du musée contient 143 000 pièces d'exposition.
Les dix salles d'exposition suivent l'ordre chronologique des événements historiques (de l'avant-guerre jusqu'au redressement du pays). La salle de la victoire est un mémorial où sont immortalisés les noms des héros de l'Union soviétique et énumérées les formations militaires ayant reçu des décorations pour la libération de la Biélorussie.

## Galerie de photographies

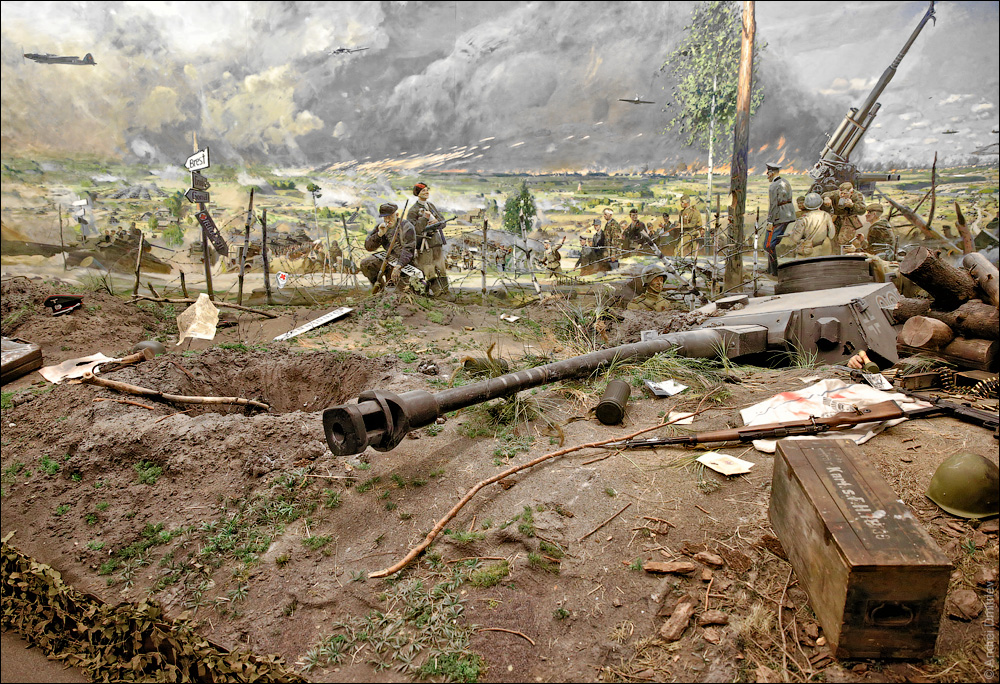
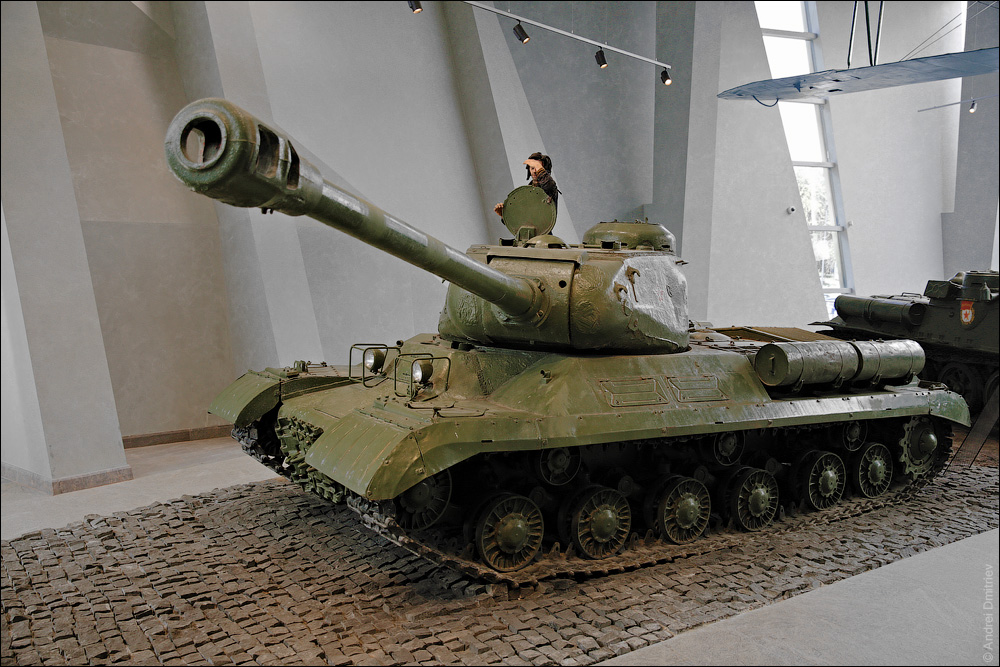
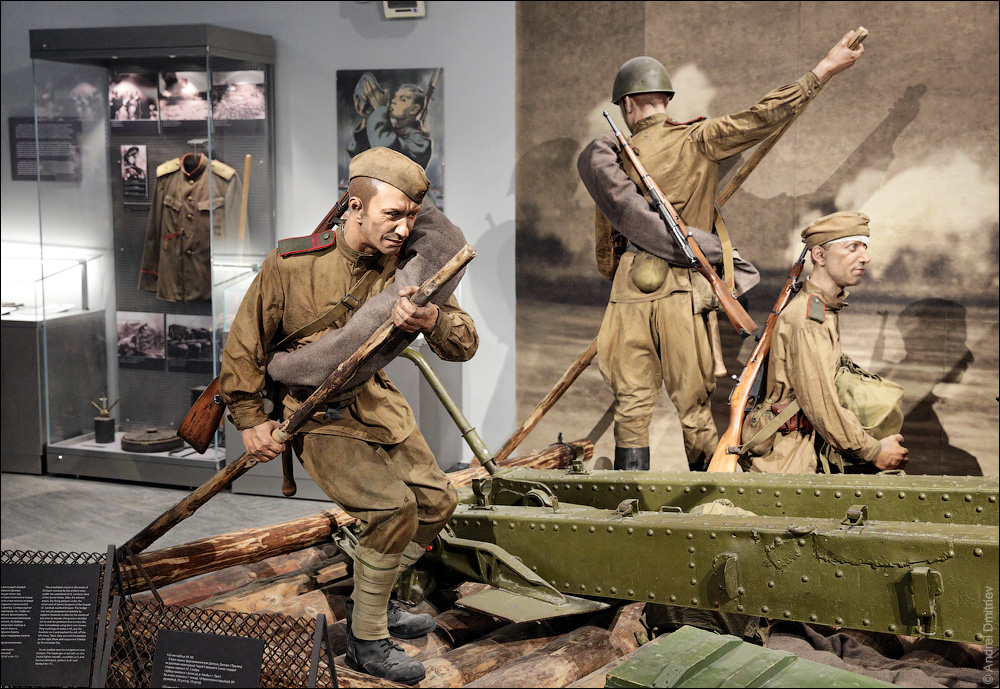
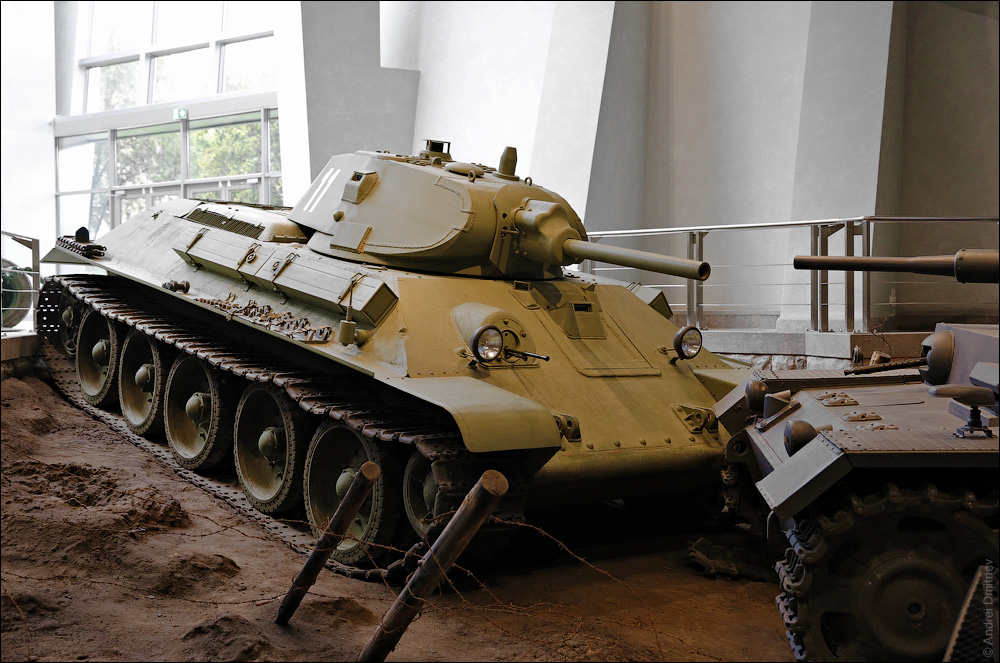
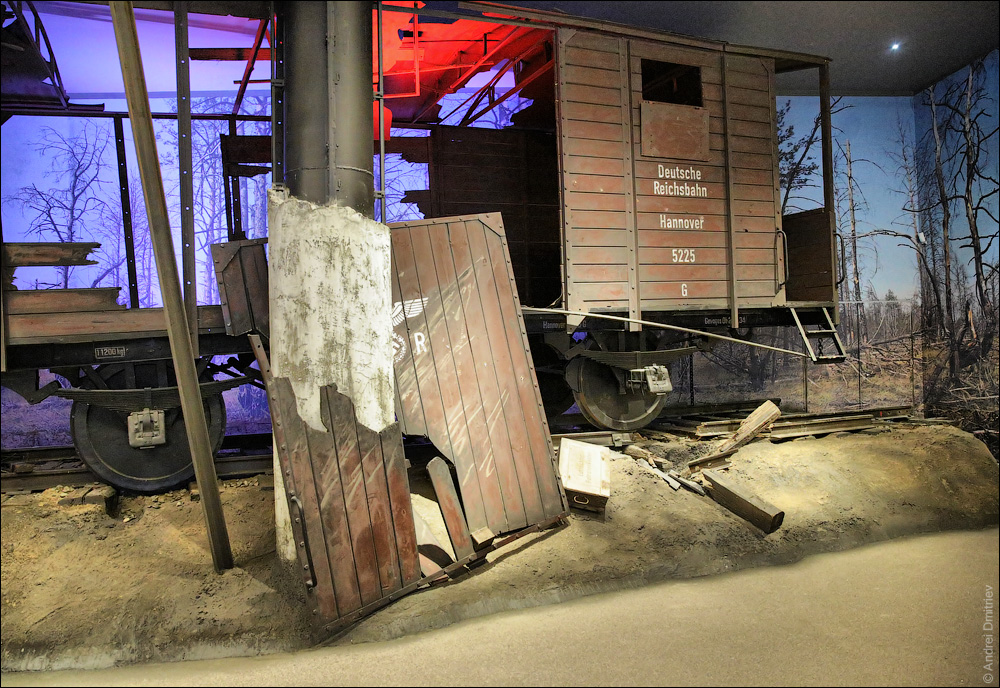
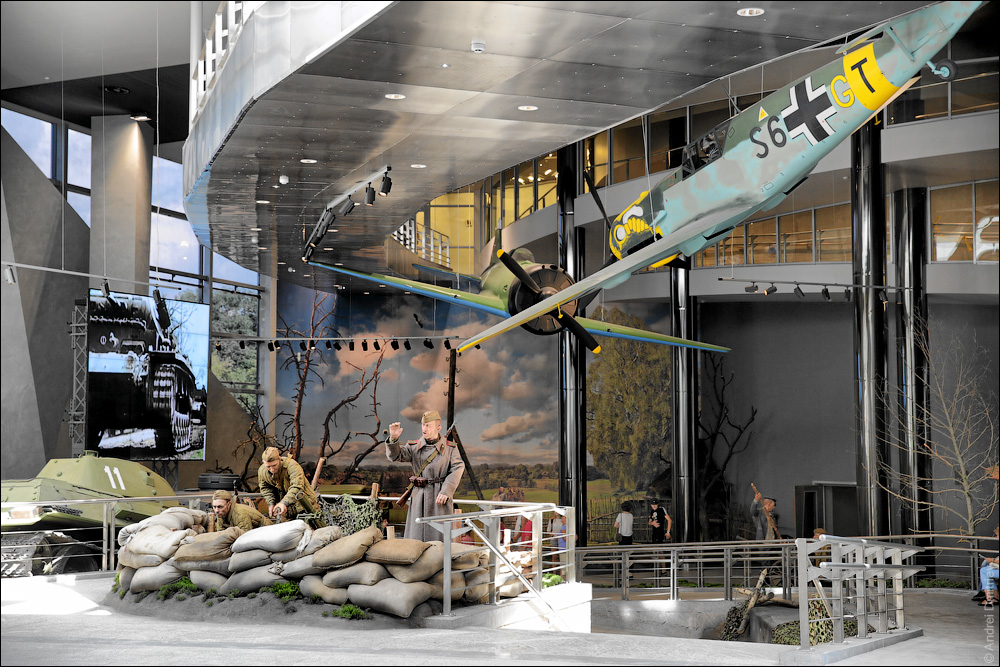
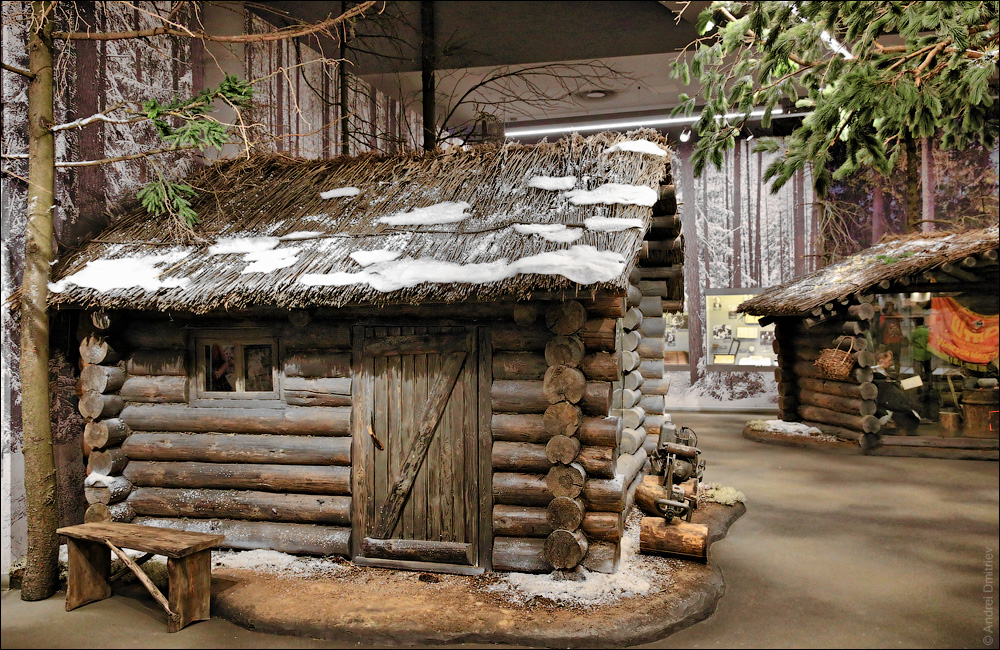
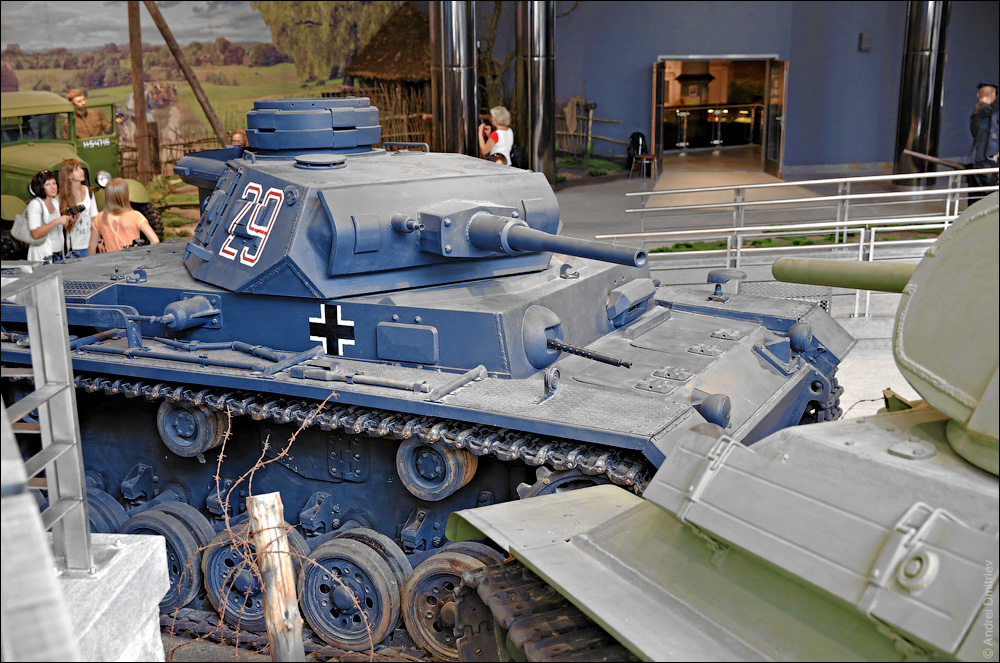
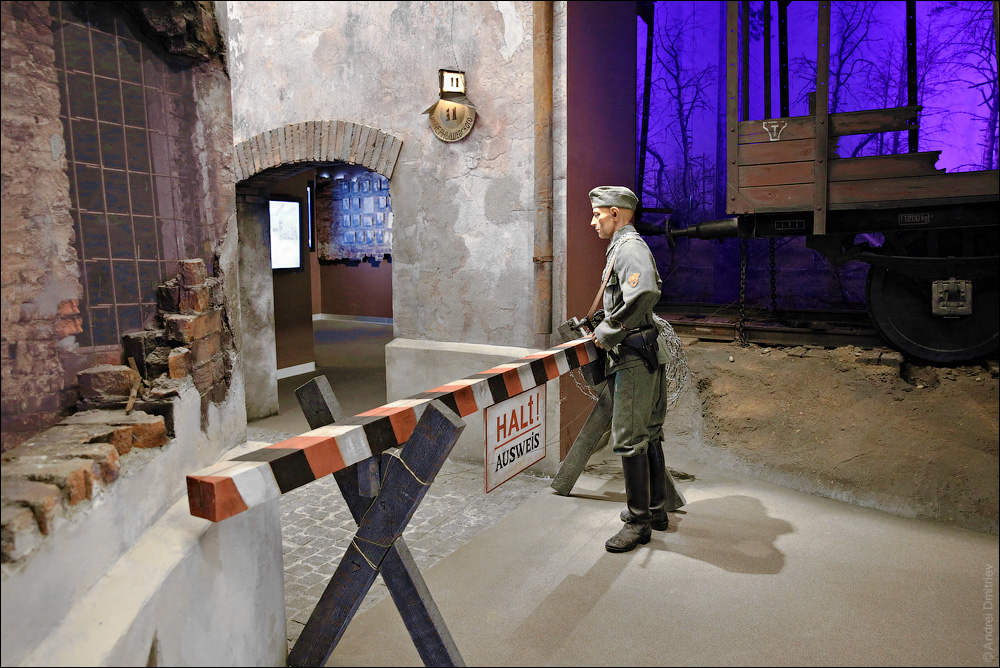
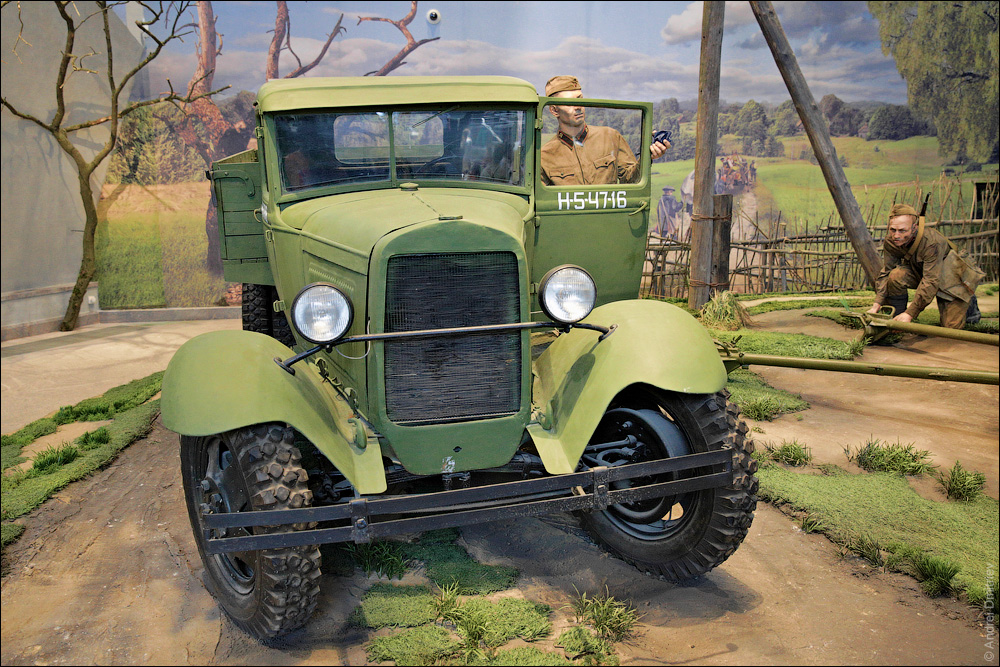
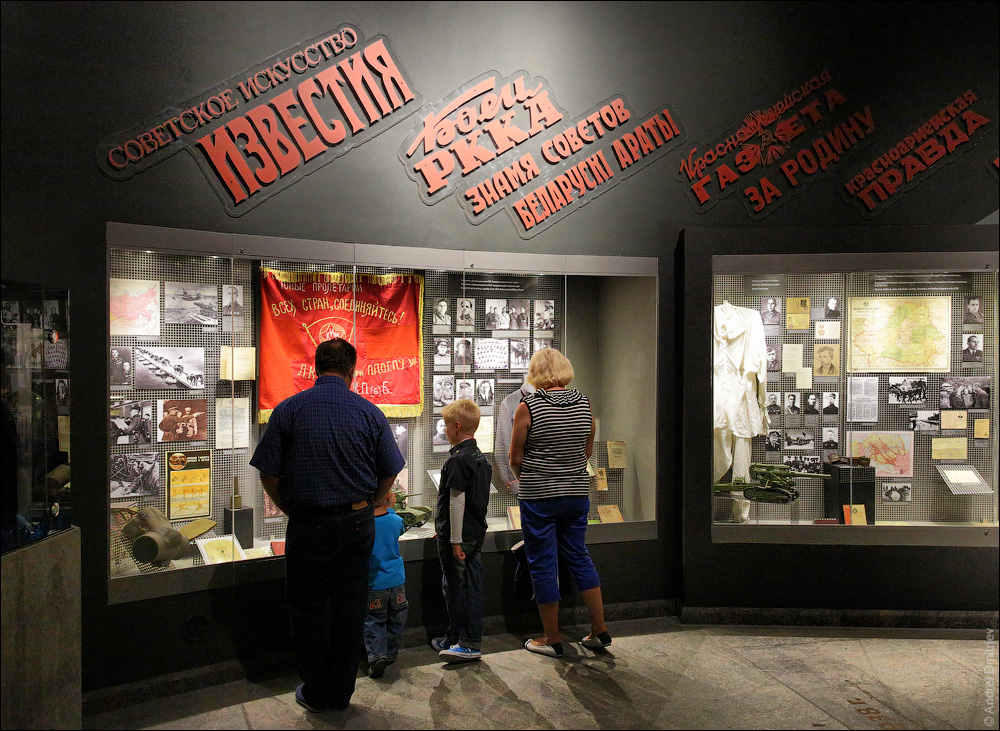
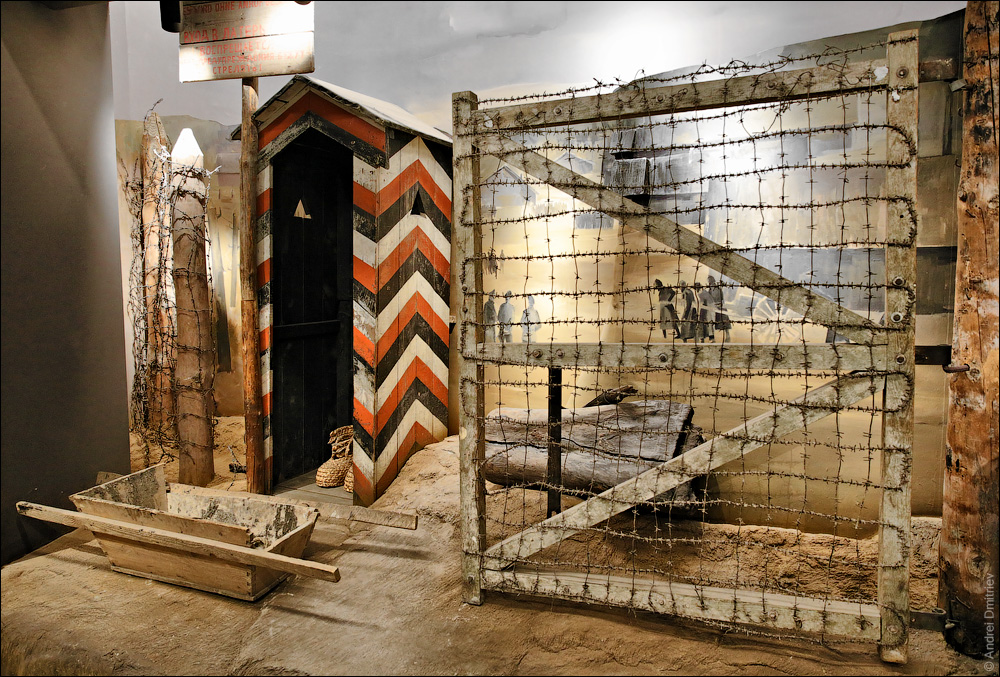